# تل هازور
تل حاصور (به عبری: תל חצור)، یک مکان باستان‌شناسی است در محل حاصور باستان، در اسرائیل، الجلیل بالا، شمال دریای جلیله، و در شمال فلات کورازیم واقع شده‌است. در عصر برنز میانی (حدود سال ۱۷۵۰ م قبل از میلاد) و دوره اسرائیلیات (قرن نهم قبل از میلاد)، حاصور بزرگترین شهر مستحکم و پابرجای این کشور و یکی از مهمترین شهرهای هلال حاصلخیز بود. این کشور با بابل و سوریه روابط تجاری خود را حفظ کرد و مقادیر زیادی قلع برای صنعت برنز وارد کرد. در کتاب یوشع، حاصور به عنوان "مرکز همه آن پادشاهی هاً توصیف شده‌است (جاش. ۱۱:۱۰).
تل حاصور بزرگترین مکان باستان‌شناسی در شمال اسرائیل است که دارای ۳۰ هکتار و یک شهر پایین با بیش از ۱۷۵ جریب است.
در سال ۲۰۰۵، بقایای حاصور توسط یونسکو بعنوان بخشی از کتاب مقدس - میگدو، حاصور، بئر شبع به عنوان میراث جهانی تعیین شد.

## حفاری‌ها

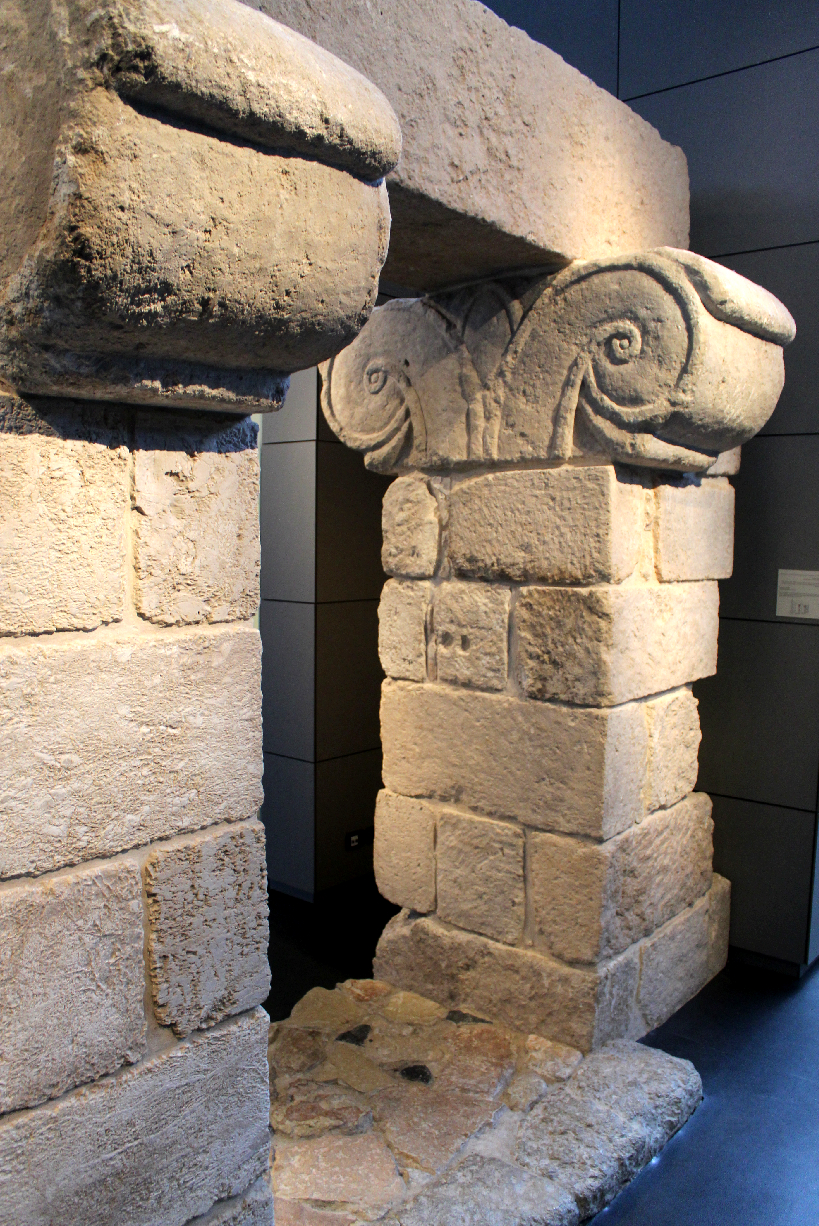
دروازه قلعه سلطنتی در حاصور که اکنون در موزه اسرائیل است پیدا شده‌است

محوطه حاصور در حدود ۲۰۰ هکتار در منطقه، با یک شهر فوقانی حدود ۱/۸ از آن را تشکیل می‌دهد. ارتفاع تپه فوقانی حدود ۴۰ متر است. حفاری‌های اولیه توسط جان گارستنگ در سال ۱۹۲۶ انجام شد.
حفاری‌های عمده به مدت چهار فصل از سال ۱۹۵۵ تا ۱۹۵۸ توسط یک تیم دانشگاه عبری اورشلیم، از مهم‌ترین دانشگاه‌های اسرائیل که در بالای تپه‌ای به نام کوه اسکوپوس قرار دارد به رهبری یگائیل یدین انجام شد. یدین برای آخرین فصل حفاری در سال ۱۹۶۸ به حاصور بازگشت. کاوش‌ها توسط جیمز د. روتشیلد پشتیبانی شد و در یک مجموعه اختصاصی پنج جلدی از کتاب‌های انجمن اکتشاف اسرائیل منتشر شد.
کاوش در دانشگاه عبری در محل، با پیوستن دانشگاه کمپلوتنسه مادرید، در سال ۱۹۹۰ تحت مدیریت Amnon Ben-Tor از سر گرفته شد.
یافته‌های حاصل از حفاری در موزه ای در کیبوتص نگهداری می‌شود. در سال ۲۰۰۸، برخی از آثار موجود در موزه در اثر زلزله آسیب دیدند.
در سال ۲۰۱۰، یک لوح سفالی کشف شد که مربوط به قرن ۱۸ یا ۱۷ قبل از میلاد است و دارای قوانینی به سبک قانون حمورابی است. این سند شامل قوانینی مربوط به اعضای بدن و آسیب‌های وارد بر آن، قوانینی مانند «چشم در برابر چشم» است که در کتاب خروج آمده‌است. این سند به خط میخی اکدی، زبان دیپلماتیک آن دوره نوشته شده‌است.

## تاریخ

### حاصور اسرائیلی
بقایای باستان‌شناسی نشان می‌دهد که پس از تخریب، شهر حاصور به عنوان یک روستای کوچک در «قلمرو نفتالی» بازسازی شد (یوشع 19:36). طبق کتابهای پادشاهان، این شهر به همراه مگیدو و گزر به‌طور قابل توجهی توسط سلیمان تقویت و گسترش یافت.
باقیمانده‌های باستان‌شناسی نشان می‌دهد که در اواخر نیمه بعدی قرن ۹ قبل از میلاد، زمانی که پادشاه اسرائیل یهو بود، حاصور تحت کنترل آرام-دمشق قرار گرفت. برخی از باستان شناسان گمان می‌کنند که پس این فتح، حاصور توسط آرامی‌ها بازسازی شد. وقتی بعداً آشوریان آرامیان را شکست دادند، ظاهراً حاصور به کنترل بنی اسرائیل بازگشت.
اقدام شورش اسرائیل علیه سلطه آشوری‌ها منجر به حمله نیروهای حاکم آشور، تیگلت‌پیلسر سوم شد. شواهد موجود در زمین نشان می‌دهد که تلاش‌های عجولانه ای برای تقویت دفاع حاصور انجام شده‌است. با وجود دفاع مردم، در سال ۷۳۲ هزاره قبل از میلاد جمعیت آن تبعید شد، و شهر سوخته شد.